# Stockholms centralstation
Stockholms centralstation (Stockholm C) er Sveriges største jernbanestation. Stationen ligger i bydelen Norrmalm på Centralplan/Vasagatan. Bygningen strækker sig fra Vattugatan i syd til Kungsbron i nord.
Stationen blev indviet den 18. juli 1871. I dag er det Nordens største jernbanestation og Nordens næsttravleste station med cirka 250.000 besøgende om dagen (den travleste er Nørreport Station i København).

## Bygningen
Stationsbygningen blev opført i perioden 1867-1871. Arkitekt var Adolf W. Edelsvärd. Ejendommen ejes og administreres af Jernhusen AB. Facaden mod Vasagatan er dekoreret med statuer af Svea og Göta på hver sin side af Sveriges rigsvåben, udført af Oscar Berg.
Frem til 1925 kørte togene ind i stationsbygningen, hvor banehallens fem spor fandtes. I årene 1925-1927 flyttede man dog sporområdet mod vest, og banehallen blev ombygget til en luftig ventesal, som er 119 meter lang, 28 meter bred og 13 meter høj.
På den østlige side af ventesalen er malerier af forskellige landskabsmotiver tegnet af kunstnerne John Ericsson og Nils Johansson. Motiverne forestiller fra nord til syd:
- Saltoluokta mod Stora Sjöfallet, Jokkmokks kommune, Lappland
- Vedasjön i Nordingrå, Kramfors kommune, Ångermanland
- Åreskutan i Jämtland
- Leksand Kirke i Dalarna
- Uddeholm Herregård i Hagfors kommune, Värmland
- Vadstena Slot i Östergötland
- Varberg Fæstning i Halland
- Dybäck slot, Skurups kommune, Skåne

Man opførte i 1927 desuden en sidebygning i syd, den såkaldte sydlige pavillon. I midten af 1990'erne var det tanken, at banegårdens politistyrke skulle anvende nogle nyopførte lokaler, men da den daværende generaldirektør for SJ, Stig Larsson, havde set lokalerne, besluttede han sig for at anvende dem som konferencelokaler. Ved siden af konferencelokalerne ligger den konglige ventesal, hvor den svenske kongefamilie venter, når de skal rejse med tog i Sverige. Facaden mod Vasagatan blev ombygget i 1951.
Den 1. december 1958 åbnede gangtunnelen til tunnelbanestationen T-Centralen. Tunnelen anvendes desuden som adgang til spor 11-19. Udvidelsen blev så småt til en mindre ventesal med forretninger og spisesteder.
Der er også en lille øvre hal nord for hovedbygningen med indgang direkte fra Klarabergsgatan med trapper til spor 10-19.
I 1980'erne blev der opført kontorbygninger oven over sporene. Nord for stationsbygningen anvendes stueetagen som en stor busterminal, Cityterminalen.

## Trafikken
Centralstationen er endestation på både den nordlige og vestlige hovedbane. Desuden udgår trafikken på Mälarbanan derfra.
Trafikmæssigt består stationen af to forskellige dele. Den første del er spor 1-7, hvorfra der ikke er gennemkørsel. Fra disse spor afgår de fleste fjern- og regionaltog mod nord, bortset fra de gennemgående. Spor 1-2 anvendes af Arlanda Express til lufthavnen Arlanda. Den anden trafikmæssige del er spor 8 samt 10-19, som alle er gennemgående. Spor 10-12 anvendes til sydgående fjern- og regionaltog, mens spor 13-16 er til pendlertog, og spor 17-19 normalt anvendes til sydfra ankommende fjern- og regionaltog. De fleste tog har endestation i eller ved centralstationen, men visse fjern- og regionaltog fortsætter i samme retning, og det samme gælder alle pendlertog.
De fjern- og regionaltog, som ankommer sydfra og skal tilbage mod syd, fortsætter efter at have sat passagerne af mod nord til Norra Bantorget, hvor de klargøres. Dernæst kører de til spor 10-12 til afgang sydpå. Årsagen til, at der ikke afgår sydgående tog fra spor 17-19, er, at de så skulle krydse den i forvejen maksimalt belastede pendlertogsstrækning syd for stationen. Lige nord for stationen er der en kort jernbanetunnel, der gør, at de fjerntog, der afgår fra spor 1-8 samt de klargjorte tog på Norra Bantorget, kan køre til rette spor uden at påvirke den tætte pendlertogstrafik.

## Pendeltogsstationen
Stockholm C er den travleste station i Stockholms pendeltågs net med 53.800 påstigende og omtrent lige så mange afstigende passagerer på hverdage (tal fra 2005). Pendlertogene disponerer over to perroner og sporene 13-16. Hver perron har indgang fra det nedre niveau. Desuden er der billetsalg med indgang fra Klarabergsviadukten.
Man planlægger at bygge en ny tunnel, med forventet åbning i 2017, til pendlertog gennem Stockholm, kaldet Citybanan. Tunnelen skal ligge dybt nede, nogle hundrede meter øst for centralstationen. Herefter vil centralstationen kun skulle anvendes til fjern- og regionaltog, dvs. tog med destination langt uden for Stockholms län. Den øgede kapacitet er nødvendig, da man allerede i dag har mere trafik, end der egentlig er plads til.